# Herkules
Herkules (łac. Hercules) – ubóstwiony heros mitologii rzymskiej, którego kult w późniejszym okresie zlał się całkowicie z greckim herosem Heraklesem. Rzymianie zachowali kilka własnych mitów dotyczących tej postaci.
Rzymska legenda przypisuje Herkulesowi zabicie olbrzyma Kakusa i króla Faunusa. Herkulesa miał w swoim kraju ugościć Ewander, zaś po śmierci herosa ustanowił jego kult. Początkowo Herkules był czczony w Rzymie jako opiekun własności, strażnik wejść i opiekun podróżujących oraz handlujących. Rolnicy i kupcy składali mu dziesięcinę z zysków i zbiorów. W IV wieku p.n.e. Herkules stał się bogiem zwycięstwa i nadano mu przydomki Victor (Zwycięzca) i Invictus (Niezwyciężony). Młodzi żołnierze rzymscy czcili go jako najpotężniejszego i niezwyciężonego herosa a wodzowie i triumfatorzy prosili go o pomoc w zwycięstwie i oddawali mu część łupów wojennych. Atrybutem Herkulesa, inaczej niż jego greckiego odpowiednika, była lira. Przedstawiany był z nią często w towarzystwie Apollona i muz. W dniu 12 sierpnia przypadało w Rzymie święto Herkulesa, natomiast 4 czerwca obchodzono święto Herkulesa Wielkiego Opiekuna (łac. Hercules Magnus Custos).
Cesarz rzymski Kommodus kazał się uznać za nowe wcielenie Herkulesa (jako Hercules Romanus). Na Forum Boarium w Rzymie znajduje się Świątynia Herkulesa powstała z inicjatywy Scypiona Afrykańskiego Młodszego i Lucjusza Mummiusza Achajskiego.

## Herkules w sztuce
- Studium postaci Herkulesa